# Käthe Averwald
Käthe Averwald (* 22. Februar 1931 in Eschendorf) ist eine deutsche Übersetzerin und Mundartschriftstellerin.

## Leben
Averwald widmete sich zunächst der Ehe und Familie, später wurde sie Altenpflegerin. Ihr erstes plattdeutsches Gedicht veröffentlichte sie 1986 im Rahmen eines Autorenwettbewerbs der Westfälischen Nachrichten. Bekannt wurde sie durch Erzählungen im Münsterländer Platt, in das sie auch Werke übersetzt. Sie ist ehrenamtlich in verschiedenen kirchlichen und kulturellen Institutionen tätig. Auch im Rundfunk betätigte sie sich, so war sie  z. B. von 1994 bis 1997 mit niederdeutschen Kolumnen bei Radio RST in Rheine zu hören.
Averwald ist Mitglied in der Augustin-Wibbelt-Gesellschaft und dem Plattdütsken Krink.

## Werke (Auswahl)
- Rausen un Nietteln. Gedichte und Erzählungen in Münsterländer Platt. Selbstverlag, Rheine 1989.
- Swalwenleed – Gedichte und Erzählungen in Münsterländer Platt. Literatur-Werkstatt Rheine, Wettringen 1990, ISBN 3-924674-10-8.
- Niee Wiäge. Schnell, Warendorf 1999.
- Usch Hollmann, Käthe Averwald (Übers.), Dirk Hennig (Ill.): Stoffel lernt spuken/Stoffel läert spöken – Eine Gespenstergeschichte aus dem Münsterland. Mit einer plattdeutschen Übersetzung. Solibro Verlag, Münster 2015, ISBN 978-3-932927-24-9.

## Auszeichnungen
- 1986: Preis im Wettbewerb der Westfälischen Nachrichten
- 1987: Preis der Zeno-Zeitungen
- 1993: Preis beim Wettbewerb des Kulturkreises Hamburg-Wandsbek
- 2001: Kulturpreis der Stadt Rheine
- 2002: Wanderpreis des Landrates des Kreises Steinfurt für besondere Verdienste in der Heimat- und Brauchtumspflege